# 흰귀마모셋
흰귀마모셋(Callithrix aurita)은 비단원숭이과에 속하는 영장류의 일종이다. 황갈색술마모셋 또는 황갈색술귀마모셋으로도 알려져 있다. 브라질 남동부의 대서양 해안가의 숲에서 산다. 모든 마모셋 중에서 가장 남쪽에 분포하는 종이다.
흰귀마모멧은 커먼마모셋과 닮았지만 약간 큰 편이다. 이들은 회흑색의 피부와 꼬리, 그리고 커먼마모셋보다는 약간 다른, 퍼덕이며 술이 있는 눈에 띄는 흰귀를 갖고 있다.
흰귀마모셋은 해발 500 m까지의 해안가 숲에서 산다. 이들은 낮에 활동하는 주행성 동물이며, 나무에서 거의 대부분의 시간을 보내는 수목형 동물이다. 이 원숭이들은 2 마리에서 8 마리까지 작은 무리를 지어 함께 생활한다.
대부분의 다른 마모셋과는 달리, 거의 곤충들만을 먹는다. 이들은 나무 수액을 먹지 않는 데, 그 이유는 주둥이 매우 작기 때문이다.
흰귀마모셋의 생식 특성에 대해서는 아주 일부만이 알려져 있다. 임신 기간은 약 170일이며, 보통 2마리의 새끼를 낳는다.